# Bengt Sjösten
Bengt Hjalmar Sjösten, född 27 december 1925 i Göteborg, död 20 juni 2005 i Kullavik, var en svensk seglare. Han tävlade för Göteborgs KSS.
Sjösten tävlade för Sverige vid olympiska sommarspelen 1960 i Rom, där han slutade på femte plats i 5,5 metersklassen.